# Billets de banque en dinars algériens
 (décembre 2017).
Les billets de banque en dinar algérien(D.A.) sont émis par la Banque d'Algérie. Six séries ont été émises pour un total de 25 billets différents depuis la création du dinar algérien comme monnaie fiduciaire le 10 avril 1964. Parmi les premiers billets, le 5 dinars algériens de 1964 (Pick 122) a été copié sur le 500 francs d'Algérie de 1958 (Pick 117).

## Billets en cours de circulation
Les billets de banque en cours de circulation en Algérie, se déclinent en 11 coupures, soit les billets de : 100 dinars (1992), 200 dinars (1992), 500 dinars (1992), 500 dinars (1998), 500 dinars (2018), 1000 dinars (1992), 1000 dinars (1998), 1000 dinars (2018), 2000 dinars (2011), 2000 dinars (2020), 2000 dinars (2022).  
En 2014, les billets de 100 dinars (1981 et 1982) ainsi que les billets de 200 dinars (1983) circulaient concomitamment avec les billets de 100 dinars et 200 dinars (1992) ; ayant perdu leur cours légal au 1er janvier 2015, ils conservent néanmoins leur pouvoir libératoire.  
La plus grosse coupure est de  2 000 dinars, soit l'équivalent de 13,76 euros ou 14,85 dollars au 28 mars 2024. Deux nouveaux billets de 500 et 1 000 dinars sont mis en circulation en 2019et un de 2 000 dinars en 2021. Un autre billet de 2000 DA en polymère, commémorant le 60e anniversaire de l'indépendance de l'Algérie, ainsi que la tenue de la 31e session du Sommet de la Ligue Arabe à Alger a été émis fin 2022.  
| Billets courants en circulation. | Billets courants en circulation.      | Billets courants en circulation.      | Billets courants en circulation.      | Billets courants en circulation.       | Billets courants en circulation.       |
| Valeur                           | 100 D.A.                              | 200 D.A.                              | 500 D.A.                              | 1 000 D.A.                             |                                        |
| -------------------------------- | ------------------------------------- | ------------------------------------- | ------------------------------------- | -------------------------------------- | -------------------------------------- |
| Avers                            |                                       | Avers d'un billet de 200 DZD de 1992  | Billet de 500 DZD                     |                                        |                                        |
| Revers                           | Revers d'un billet de 100 DZD de 1992 | Revers d'un billet de 200 DZD de 1992 | Revers d'un billet de 500 DZD de 1992 |                                        |                                        |
| Valeur                           |                                       |                                       | 500 D.A.                              | 1 000 D.A.                             | 2 000 D.A.                             |
| Avers                            |                                       |                                       | Avers d'un billet de 500 DZD de 1998  | Avers d'un billet de 1000 DZD de 1998  | Avers d'un billet de 2000 DZD de 2011  |
| Revers                           |                                       |                                       | Revers d'un billet de 500 DZD de 1998 | Revers d'un billet de 1000 DZD de 1998 | Revers d'un billet de 2000 DZD de 2011 |
| Valeur                           |                                       |                                       | 500 D.A.                              | 1 000 D.A.                             | 2 000 D.A.                             |
| Avers                            |                                       |                                       | Avers d'un billet de 500 DZD de 2018  | Avers d'un billet de 1000 DZD de 2018  | Avers d'un billet de 2000 DZD de 2020  |
| Revers                           |                                       |                                       | Revers d'un billet de 500 DZD de 2018 | Revers d'un billet de 1000 DZD de 2018 | Revers d'un billet de 2000 DZD de 2020 |

## Tous les billets en dinar algérien émis
| Première série - Série 1964 - Conception : Robert Poughéon | Première série - Série 1964 - Conception : Robert Poughéon | Première série - Série 1964 - Conception : Robert Poughéon | Première série - Série 1964 - Conception : Robert Poughéon | Première série - Série 1964 - Conception : Robert Poughéon | Première série - Série 1964 - Conception : Robert Poughéon | Première série - Série 1964 - Conception : Robert Poughéon | Première série - Série 1964 - Conception : Robert Poughéon | Première série - Série 1964 - Conception : Robert Poughéon | Première série - Série 1964 - Conception : Robert Poughéon | Première série - Série 1964 - Conception : Robert Poughéon | Première série - Série 1964 - Conception : Robert Poughéon | Première série - Série 1964 - Conception : Robert Poughéon |
| À la suite de la création du dinar par le décret 64-111 du 10 avril 1964, le même jour, par le décret 64-113 sur la proposition du président de la banque centrale d'Algérie, le conseil décide à l'unanimité de créer de nouveaux billets en dinars de 100, 50 et 10 pour remplacer les billets de 100, 50 et 10 nouveaux francs algériens et les anciens billets de 10 000, 5 000 et 1 000 anciens francs algériens. La création du billet de 5 D.A. ne sera décidée qu'en décembre pour remplacer les billets de 5 nouveaux francs algériens et 500 anciens francs algériens. | À la suite de la création du dinar par le décret 64-111 du 10 avril 1964, le même jour, par le décret 64-113 sur la proposition du président de la banque centrale d'Algérie, le conseil décide à l'unanimité de créer de nouveaux billets en dinars de 100, 50 et 10 pour remplacer les billets de 100, 50 et 10 nouveaux francs algériens et les anciens billets de 10 000, 5 000 et 1 000 anciens francs algériens. La création du billet de 5 D.A. ne sera décidée qu'en décembre pour remplacer les billets de 5 nouveaux francs algériens et 500 anciens francs algériens. | À la suite de la création du dinar par le décret 64-111 du 10 avril 1964, le même jour, par le décret 64-113 sur la proposition du président de la banque centrale d'Algérie, le conseil décide à l'unanimité de créer de nouveaux billets en dinars de 100, 50 et 10 pour remplacer les billets de 100, 50 et 10 nouveaux francs algériens et les anciens billets de 10 000, 5 000 et 1 000 anciens francs algériens. La création du billet de 5 D.A. ne sera décidée qu'en décembre pour remplacer les billets de 5 nouveaux francs algériens et 500 anciens francs algériens. | À la suite de la création du dinar par le décret 64-111 du 10 avril 1964, le même jour, par le décret 64-113 sur la proposition du président de la banque centrale d'Algérie, le conseil décide à l'unanimité de créer de nouveaux billets en dinars de 100, 50 et 10 pour remplacer les billets de 100, 50 et 10 nouveaux francs algériens et les anciens billets de 10 000, 5 000 et 1 000 anciens francs algériens. La création du billet de 5 D.A. ne sera décidée qu'en décembre pour remplacer les billets de 5 nouveaux francs algériens et 500 anciens francs algériens. | À la suite de la création du dinar par le décret 64-111 du 10 avril 1964, le même jour, par le décret 64-113 sur la proposition du président de la banque centrale d'Algérie, le conseil décide à l'unanimité de créer de nouveaux billets en dinars de 100, 50 et 10 pour remplacer les billets de 100, 50 et 10 nouveaux francs algériens et les anciens billets de 10 000, 5 000 et 1 000 anciens francs algériens. La création du billet de 5 D.A. ne sera décidée qu'en décembre pour remplacer les billets de 5 nouveaux francs algériens et 500 anciens francs algériens. | À la suite de la création du dinar par le décret 64-111 du 10 avril 1964, le même jour, par le décret 64-113 sur la proposition du président de la banque centrale d'Algérie, le conseil décide à l'unanimité de créer de nouveaux billets en dinars de 100, 50 et 10 pour remplacer les billets de 100, 50 et 10 nouveaux francs algériens et les anciens billets de 10 000, 5 000 et 1 000 anciens francs algériens. La création du billet de 5 D.A. ne sera décidée qu'en décembre pour remplacer les billets de 5 nouveaux francs algériens et 500 anciens francs algériens. | À la suite de la création du dinar par le décret 64-111 du 10 avril 1964, le même jour, par le décret 64-113 sur la proposition du président de la banque centrale d'Algérie, le conseil décide à l'unanimité de créer de nouveaux billets en dinars de 100, 50 et 10 pour remplacer les billets de 100, 50 et 10 nouveaux francs algériens et les anciens billets de 10 000, 5 000 et 1 000 anciens francs algériens. La création du billet de 5 D.A. ne sera décidée qu'en décembre pour remplacer les billets de 5 nouveaux francs algériens et 500 anciens francs algériens. | À la suite de la création du dinar par le décret 64-111 du 10 avril 1964, le même jour, par le décret 64-113 sur la proposition du président de la banque centrale d'Algérie, le conseil décide à l'unanimité de créer de nouveaux billets en dinars de 100, 50 et 10 pour remplacer les billets de 100, 50 et 10 nouveaux francs algériens et les anciens billets de 10 000, 5 000 et 1 000 anciens francs algériens. La création du billet de 5 D.A. ne sera décidée qu'en décembre pour remplacer les billets de 5 nouveaux francs algériens et 500 anciens francs algériens. | À la suite de la création du dinar par le décret 64-111 du 10 avril 1964, le même jour, par le décret 64-113 sur la proposition du président de la banque centrale d'Algérie, le conseil décide à l'unanimité de créer de nouveaux billets en dinars de 100, 50 et 10 pour remplacer les billets de 100, 50 et 10 nouveaux francs algériens et les anciens billets de 10 000, 5 000 et 1 000 anciens francs algériens. La création du billet de 5 D.A. ne sera décidée qu'en décembre pour remplacer les billets de 5 nouveaux francs algériens et 500 anciens francs algériens. | À la suite de la création du dinar par le décret 64-111 du 10 avril 1964, le même jour, par le décret 64-113 sur la proposition du président de la banque centrale d'Algérie, le conseil décide à l'unanimité de créer de nouveaux billets en dinars de 100, 50 et 10 pour remplacer les billets de 100, 50 et 10 nouveaux francs algériens et les anciens billets de 10 000, 5 000 et 1 000 anciens francs algériens. La création du billet de 5 D.A. ne sera décidée qu'en décembre pour remplacer les billets de 5 nouveaux francs algériens et 500 anciens francs algériens. | À la suite de la création du dinar par le décret 64-111 du 10 avril 1964, le même jour, par le décret 64-113 sur la proposition du président de la banque centrale d'Algérie, le conseil décide à l'unanimité de créer de nouveaux billets en dinars de 100, 50 et 10 pour remplacer les billets de 100, 50 et 10 nouveaux francs algériens et les anciens billets de 10 000, 5 000 et 1 000 anciens francs algériens. La création du billet de 5 D.A. ne sera décidée qu'en décembre pour remplacer les billets de 5 nouveaux francs algériens et 500 anciens francs algériens. | À la suite de la création du dinar par le décret 64-111 du 10 avril 1964, le même jour, par le décret 64-113 sur la proposition du président de la banque centrale d'Algérie, le conseil décide à l'unanimité de créer de nouveaux billets en dinars de 100, 50 et 10 pour remplacer les billets de 100, 50 et 10 nouveaux francs algériens et les anciens billets de 10 000, 5 000 et 1 000 anciens francs algériens. La création du billet de 5 D.A. ne sera décidée qu'en décembre pour remplacer les billets de 5 nouveaux francs algériens et 500 anciens francs algériens. | À la suite de la création du dinar par le décret 64-111 du 10 avril 1964, le même jour, par le décret 64-113 sur la proposition du président de la banque centrale d'Algérie, le conseil décide à l'unanimité de créer de nouveaux billets en dinars de 100, 50 et 10 pour remplacer les billets de 100, 50 et 10 nouveaux francs algériens et les anciens billets de 10 000, 5 000 et 1 000 anciens francs algériens. La création du billet de 5 D.A. ne sera décidée qu'en décembre pour remplacer les billets de 5 nouveaux francs algériens et 500 anciens francs algériens. |
| Image | Image | Valeur | Dimensions Hors tout / Impression | Couleur principale | Description | Description | Description | Date | Date | Signatures et remarques | Pick | |
| Avers | Revers | Valeur | Dimensions Hors tout / Impression | Couleur principale | Avers | Revers | Filigrane | Daté du / Loi d'application/ Mis en circulation | Retrait / Loi | Signatures et remarques | Pick | |
| --- | --- | --- | --- | --- | --- | --- | --- | --- | --- | --- | --- | --- |
| | | 5 D.A. | 160 × 83 mm 150,5 × 72 mm | Violet | Vautour fauve | Élevage | Abd el-Kader | 1er janvier 1964 Décret no 64-346 du 4 décembre 1964 et arrêté du 12 décembre 1964 Mis en circulation le 21 décembre 1964 | 31 décembre 1998 Échangeable encore 10 ans à la Banque d'Algérie Règlement no 98-01 du 10 juin 1998 | Gouverneur: Seghir Mostefai, Directeur général: Bouasria Belghoula | p. 122 | |
| | | 10 D.A. | 182 × 93 mm 173 × 89 mm | Lilas | Cigogne blanche et minaret | Abd el-Kader | Abd el-Kader | 1er janvier 1964 Décret no 64-113 et arrêté du 10 avril 1964 Mis en circulation le 11 avril 1964 | 31 décembre 1998 Échangeable encore 10 ans à la Banque d'Algérie Règlement no 98-01 du 10 juin 1998 | Gouverneur: Seghir Mostefai, Directeur général: Bouasria Belghoula | p. 123 | |
| | | 50 D.A. | 207 × 109 mm 194,5 × 93 mm | Ocre | Deux Moutons de montagne, paysage des hauts plateaux. | Méharée de dromadaires | Abd el-Kader | 1er janvier 1964 Décret no 64-113 et arrêté du 10 avril 1964 Mis en circulation le 11 avril 1964 | 31 décembre 1998 Échangeable encore 10 ans à la Banque d'Algérie Règlement no 98-01 du 10 juin 1998 | Gouverneur: Seghir Mostefai, Directeur général: Bouasria Belghoula | p. 124 | |
| | | 100 D.A. | 221 × 112 mm 211 × 102,5 mm | Multicolore | Scène portuaire | Vue sur Diar-Es-Saada (la cité du bonheur de Fernand Pouillon) avec en fond la baie du port d'Alger | Abd el-Kader | 1er janvier 1964 Décret no 64-113 et arrêté du 10 avril 1964 Mis en circulation le 11 avril 1964 | 31 décembre 1998 Échangeable encore 10 ans à la Banque d'Algérie Règlement no 98-01 du 10 juin 1998 | Gouverneur: Seghir Mostefai, Directeur général: Bouasria Belghoula | p. 125 | |
| Deuxième série - Série 1970 | | | | | | | | | | | | |
| Série dessinée par des artistes algériens. Le billet de 5 dinars a été dessiné par M’hamed Issiakhem. | | | | | | | | | | | | |
| Image | Image | Valeur | Dimensions Hors tout / Impression | Couleur principale | Description | Description | Description | Date | Date | Signatures et remarques | Pick | |
| Avers | Revers | Valeur | Dimensions Hors tout / Impression | Couleur principale | Avers | Revers | Filigrane | Daté du / Loi d'application/ Mis en circulation | Retrait / Loi | Signatures et remarques | Pick | |
| | | 5 D.A. | 140 × 75 mm 110 × 65 mm | Bleu et Ocre | Combattant touareg du Hoggar avec épée et bouclier | Fennec au premier plan et village du désert en arrière-plan | Abd el-Kader | 1er novembre 1970 Ordonnance no 70-68 du 14 octobre 1970 Mis en circulation le 1er janvier 1971 | 31 décembre 1998 Échangeable encore 10 ans à la Banque d'Algérie Règlement no 98-01 du 10 juin 1998 | Gouverneur: Seghir Mostefai, Directeur général: - | p. 126 | |
| | | 10 D.A. | 150 × 81 mm 120 × 75 mm | Rosée | Un mouton, une koubba et un paon | Un homme âgé assis à gauche avec un bâtiment moderne à droite | Abd el-Kader | 1er novembre 1970 Ordonnance no 70-68 du 14 octobre 1970 Mis en circulation le 1er janvier 1971 | 31 décembre 1998 Échangeable encore 10 ans à la Banque d'Algérie Règlement no 98-01 du 10 juin 1998 | Gouverneur: Seghir Mostefai, Directeur général: - | p. 127 | |
| | | 100 D.A. | 165 × 90 mm 130 × 80 mm | Brun clair | Deux hommes à gauche ainsi qu'un aéroport au centre | Une Gazelle dans son milieu | Abd el-Kader | 1er novembre 1970 Ordonnance no 70-68 du 14 octobre 1970 Mis en circulation le 1er janvier 1971 | 31 décembre 1998 Échangeable encore 10 ans à la Banque d'Algérie Règlement no 98-01 du 10 juin 1998 | Gouverneur: Seghir Mostefai, Directeur général: - | p. 128 | |
| | | 500 D.A. | 170 × 94 mm 140 × 85 mm | Violet | Le port avec la Casbah d'Alger; la Grande Mosquée d'Alger; un char antique; des poissons; une felouque; le tout entouré de mosaïques | Un Galion algérien du XVIe siècle dans le port du vieil Alger avec sa casbah. | Abd el-Kader | 1er novembre 1970 Ordonnance no 73-56 du 1er octobre 1973 Mis en circulation le 31 octobre 1973 | Retrait prématuré le 10 avril 1982,. | Gouverneur: Seghir Mostefai, Directeur général: - | p. 129 | |
| Troisième série - Série 1977 à 1983 | | | | | | | | | | | | |
| Image | Image | Valeur | Dimensions Hors tout / Impression | Couleur principale | Description | Description | Description | Date | Date | Signatures et remarques | Pick | |
| Avers | Revers | Valeur | Dimensions Hors tout / Impression | Couleur principale | Avers | Revers | Filigrane | Daté du / Loi d'application/ Mis en circulation | Retrait / Loi | Signatures et remarques | Pick | |
| | | 50 D.A. | 145 × 66 mm 110 × 56 mm | Vert foncé | Berger et son troupeau de vaches Mention en arabe "Banque Centrale d'Algérie", "Cinquante dinars" et "L'article 197 du Code Pénal punit les contrefacteurs" | Moissonneuse-batteuse fauchant des épis de blé, en arrière-plan un village socialiste, l’ensemble symbolisant la révolution agraire Mention en arabe "Banque Centrale d'Algérie"et "Cinquante dinars" | Abd el-Kader | 1er novembre 1977 Décret no 78-29 de mise en circulation au 18 février 1978 | 31 décembre 1998 Échangeable encore 10 ans à la Banque d'Algérie Règlement no 98-01 du 10 juin 1998 | Seghir Mostefai; Mahfoud Aoufi; Rachid Bouraoui | p. 130 | |
| | | 100 D.A. | 157 × 72 mm 147 × 62 mm | Bleu | Village avec minaret à gauche Mention en arabe "Banque Centrale d'Algérie", "Cent dinars" et "L'article 197 du Code Pénal punit les contrefacteurs" | Homme qui travaille la terre Mention en arabe "Banque Centrale d'Algérie" et "Cent dinars" | Abd el-Kader | 1er novembre 1981 | 31 décembre 2014 Échangeable encore 10 ans à la Banque d'Algérie | Mahfoud Aoufi; Rachid Bouraoui | p. 131 | |
| | | 100 D.A. | 157 × 72 mm 147 × 62 mm | Bleu | Village avec minaret à gauche Mention en arabe "Banque Centrale d'Algérie", "Cent dinars" et "L'article 197 du Code Pénal punit les contrefacteurs" | Homme qui travaille la terre Mention en arabe "Banque Centrale d'Algérie", "Cent dinars" | Abd el-Kader | 8 juin 1982 | 31 décembre 2014 Échangeable encore 10 ans à la Banque d'Algérie | Mahfoud Aoufi | p. 134 | |
| | | 20 D.A. | 130 × 61 mm 95 × 51 mm | Entre rose et ocre | Vase au centre gauche et artisanat à droite Mention en arabe "Banque Centrale d'Algérie" et "Vingt dinars" | Tour au centre Mention en arabe "Banque Centrale d'Algérie", "Vingt dinars" et "L'article 197 du Code Pénal punit les contrefacteurs" | Abd el-Kader | 2 janvier 1983 Décret no 83-68 du 8 janvier 1983 Mise en circulation 15 janvier 1983 | 31 décembre 2014 Échangeable encore 10 ans à la Banque d'Algérie | Mahfoud Aoufi; Rachid Bouraoui | p. 133 | |
| | | 200 D.A. | 165 × 78 mm 130 × 68 mm | Brun avec des touches de vert | Mémorial du martyr (Maqam E’chahid) Mention en arabe "Banque Centrale d'Algérie", "Deux cents dinars" et "L'article 197 du Code Pénal punit les contrefacteurs" | Tour moderne à gauche, passerelle Sidi-M'Cid sur le rhummel à Constantine au centre et amphore antique à droite Mention en arabe "Banque Centrale d'Algérie" et "Deux cents dinars" | Abd el-Kader | 23 mars 1983 | 31 décembre 2014 Échangeable encore 10 ans à la Banque d'Algérie | Bader-Eddine Nouioua; Rachid Bouraoui | p. 135 | |
| | | 10 D.A. | 120 × 57,4 mm 85 × 47,4 mm | Sarcelle | Chemin de fer Mention en arabe "Banque Centrale d'Algérie" et "Dix dinars" | Village avec montagnes au centre Mention en arabe "Banque Centrale d'Algérie", "Dix dinars" et "L'article 197 du Code Pénal punit les contrefacteurs" | Abd el-Kader | 2 décembre 1983 | 31 décembre 2014 Échangeable encore 10 ans à la Banque d'Algérie | Bader-Eddine Nouioua; Rachid Bouraoui | p. 132 | |
| Quatrième série - Série 1992 (1995 et 1996) | | | | | | | | | | | | |
| En 1992, l'Algérie décide de créer une nouvelle série de billets de banque. Cette série devait inclure les billets de 1 000, 500, 200, 100 et 50 dinars. Finalement le billet de 50 dinars ne verra jamais le jour. Tous les billets de 1992, possèdent en plus du filigrane, un fil de sécurité de type window-thread, micro-imprimé. | | | | | | | | | | | | |
| Image | Image | Valeur | Dimensions Hors tout / Impression | Couleur principale | Description | Description | Description | Date | Date | Signatures et remarques | Pick | |
| Avers | Revers | Valeur | Dimensions Hors tout / Impression | Couleur principale | Avers | Revers | Filigrane | Daté du / Loi d'application/ Mis en circulation | Retrait / Loi | Signatures et remarques | Pick | |
| | | 100 D.A. | 130 × 71,7 mm 90 × 61,7 mm | Bleu | Fantasia. Mention en arabe "Banque d'Algérie" et "Cent dinars" | Galère ancienne. Mention en arabe "Banque d'Algérie", "Cent dinars" et "L'article 197 du Code Pénal punit les contrefacteurs" | Têtes de chevaux géométriques | 21 mai 1992 Règlement no 96-03 du 13 mars 1996 Mise en circulation le 13 mars 1996 | En circulation | Gouverneur: Abdelouahab Keramane, Directeur général: Guerdoud Mustapha | p. 137 | |
| | | 200 D.A. | 140 × 71,7 mm 100 × 61,7 mm | Brun rougeâtre | Étudiant dans une école coranique. Mention en arabe "Banque d'Algérie" et "Deux cents dinars" | Mosquée Mention en arabe."Banque d'Algérie", "Deux cents dinars" et "L'article 197 du Code Pénal punit les contrefacteurs" | Têtes et encolures de chevaux entrecroisés | 21 mai 1992 Règlement no 96-02 du 13 mars 1996 Mise en circulation le 13 mars 1996 | En circulation | Vice-gouverneur: Mohamed Laksaci, Directeur général: Guerdoud Mustapha | p. 138 | |
| | | 500 D.A. | 150 × 71,7 mm 110 × 61,7 mm | Violet rougeâtre | Combat des troupes d'Hannibal avec éléphants contre les romains. Mention en arabe "Banque d'Algérie" et "Cinq cents dinars" | Tombe du Roi Massinissa. Mention en arabe "Banque d'Algérie", "Cinq cents dinars" et "L'article 197 du Code Pénal punit les contrefacteurs" | Têtes d'éléphants superposés | 21 mai 1992 Règlement no 96-01 du 13 mars 1996 Mise en circulation le 13 mars 1996 | En circulation | Gouverneur: Abdelouahab Keramane, Directeur général: Guerdoud Mustapha | p. 139 | |
| | | 1000 D.A. | 160 × 71,7 mm 120 × 61,7 mm | Bistre violacé | Peintures rupestres de troupeaux d'animaux, et tête de buffle. Mention en arabe "Banque d'Algérie" et "Mille dinars" | Peintures rupestres d'antilope et ruines. Mention en arabe "Banque d'Algérie", "Mille dinars" et "L'article 197 du Code Pénal punit les contrefacteurs" | Têtes de buffles | 21 mai 1992 Règlement no 95-05 du 8 juillet 1995 Mise en circulation le 8 juillet 1995 | En circulation | Gouverneur: Abdelouahab Keramane, Directeur général: Guerdoud Mustapha | p. 140 | |
| Quatrième série sécurisée - Série 1998 (2000) | | | | | | | | | | | | |
| Réémission des deux plus gros billets de la série avec l'ajout aux sécurités existantes d'une bande holographique d'une largeur de 13 millimètres. | | | | | | | | | | | | |
| Image | Image | Valeur | Dimensions Hors tout / Impression | Couleur principale | Description | Description | Description | Date de | Date de | Signatures et remarques | Pick | |
| Avers | Revers | Valeur | Dimensions Hors tout / Impression | Couleur principale | Avers | Revers | Filigrane | Daté du / Loi d'application/ Mis en circulation | Retrait / Loi | Signatures et remarques | Pick | |
| | | 500 D.A. | 150 × 71,7 mm 110 × 61,7 mm | Violet rougeâtre | Combat des troupes d'Hannibal avec éléphants contre les romains et bande holographique. Mention en arabe "Banque d'Algérie" et "Cinq cents dinars" | Tombe du Roi Massinissa. Mention en arabe "Banque d'Algérie", "Cinq cents dinars" et "L'article 197 du Code Pénal punit les contrefacteurs" | Têtes d'éléphants superposés | 10 juin 1998 Règlement no 98-03 du 10 juin 1998 Mise en circulation le 10 juin 1998 | En circulation | Gouverneur: Mohamed Laksaci, Directeur général: Guerdoud Mustapha | p. 141 | |
| | | 1000 D.A. | 160 × 71,7 mm 120 × 61,7 mm | Bistre violacé | Peintures rupestres de troupeaux d'animaux, et tête de buffle et bande holographique. Mention en arabe "Banque d'Algérie" et "Mille dinars" | Peintures rupestres d'antilope et ruines. Mention en arabe "Banque d'Algérie", "Mille dinars" et "L'article 197 du Code Pénal punit les contrefacteurs" | Têtes de buffles | 10 juin 1998 Règlement no 98-02 du 10 juin 1998 Mise en circulation le 10 juin 1998 | En circulation | Gouverneur: Mohamed Laksaci, Directeur général: Guerdoud Mustapha | p. 142 | |
| Quatrième série - Commémorative - Série 2005 | | | | | | | | | | | | |
| Émis à l'occasion du soixantième anniversaire de la Ligue arabe et de la tenue du dix-septième sommet des Chefs d'État arabes à Alger. | | | | | | | | | | | | |
| Image | Image | Valeur | Dimensions Hors tout / Impression | Couleur principale | Description | Description | Description | Date | Date | Signatures et remarques | Pick | |
| Avers | Revers | Valeur | Dimensions Hors tout / Impression | Couleur principale | Avers | Revers | Filigrane | Daté du / Loi d'application/ Mis en circulation | Retrait / Loi | Signatures et remarques | Pick | |
| | | 1000 D.A. | 160 × 71,7 mm 120 × 61,7 mm | Bistre violacé | Peintures rupestres de troupeaux d'animaux, sceau du 60e anniversaire de la ligue arabe et bande holographique. Mention en arabe "Banque d'Algérie", "Mille dinars" et "60e anniversaire de la Ligue Arabe" | Peintures rupestres d'antilope et ruines. Mention en arabe "Banque d'Algérie", "Mille dinars" et "L'article 197 du Code Pénal punit les contrefacteurs" | Têtes de buffles | 22 mars 2005 Règlement no 05-01 du 5 mars 2005 Mise en circulation le 22 mars 2005 | Commémoratif | Gouverneur: Mohamed Laksaci, Directeur général: Guerdoud Mustapha | p. 143 | |
| Cinquième série - Tradition et modernité - Série 2011 à 2018 | | | | | | | | | | | | |
| Image | Image | Valeur | Dimensions Hors tout / Impression | Couleur principale | Description | Description | Description | Date | Date | Signatures et remarques | Pick | |
| Avers | Revers | Valeur | Dimensions Hors tout / Impression | Couleur principale | Avers | Revers | Filigrane | Daté du / Loi d'application/ Mis en circulation | Retrait / Loi | Signatures et remarques | Pick | |
| | | 2000 D.A. | 160 × 71,7 mm 120 x 61,7 mm | Bleu-verdâtre | Université et recherche en laboratoire. Mention en arabe "Banque d'Algérie" et "Deux mille dinars" | L'agriculture avec un palmier et un olivier et l'urbanisme. Mention en arabe "Banque d'Algérie", "Deux mille dinars" et "L'article 197 du Code Pénal punit les contrefacteurs" | Effigie de l'Émir Abdelkader | 28 avril 2011 Règlement no 11-01 du 24 mars 2011 Mise en circulation le 28 avril 2011 | En circulation | Gouverneur: Mohamed Laksaci, Directeur général: Abbas Faïçal | p. 144 | |
| | | 500 D.A. | 150 × 71,7 mm 112 × 54 mm | Vert violacé | Le satellite Alcomsat-1 en orbite au-dessus du territoire algérien tracé dans le globe. Mention en arabe "Banque d'Algérie" et "Cinq cents dinars" | Antennes paraboliques de communication avec les satellites. Mention en arabe "Banque d'Algérie", "Cinq cents dinars" et "L'article 197 du Code Pénal punit les contrefacteurs" | Effigie de l'Émir Abdelkader et 500 au bas de son buste. | 1er novembre 2018 Règlement no 18-04 et 18-05 du 4 novembre 2018 Mise en circulation le 27 février 2019, | En circulation | Gouverneur: Mohamed Loukal | p. 145 | |
| | | 1000 D.A. | 160 × 71,7 mm 102 x 60 mm | Bleu orangé | La Grande mosquée d'Alger. Mention en arabe "Banque d'Algérie" et "Mille dinars" | Artisanat traditionnel : amphore, métier à tisser, service à thé et bijoux traditionnels. Mention en arabe "Banque d'Algérie", "Mille dinars" et "L'article 197 du Code Pénal punit les contrefacteurs" | Effigie de l'Émir Abdelkader et 1 000 au bas de son buste. | 1er décembre 2018 Règlement no 18-07 et 18-08 du 4 novembre 2018 Mise en circulation le 27 février 2019, | En circulation | Gouverneur: Mohamed Loukal | p. 146 | |
| Série Héros de la révolution - Commémorative - Série 2020 | | | | | | | | | | | | |
| Émis à l'occasion de la commémoration de la fête de la victoire le 18 mars 2021 | | | | | | | | | | | | |
| Image | Image | Valeur | Dimensions Hors tout / Impression | Couleur principale | Description | Description | Description | Date | Date | Signatures et remarques | Pick | |
| Avers | Revers | Valeur | Dimensions Hors tout / Impression | Couleur principale | Avers | Revers | Filigrane | Daté du / Loi d'application/ Mis en circulation | Retrait / Loi | Signatures et remarques | Pick | |
| | | 2000 D.A. | | | L'effigie des six chefs historiques. | Mention en arabe "Banque d'Algérie", "Deux mille dinars" | Le mausolée de Imedghassen | Règlement no 20-05 du 7 décembre 2020 Mise en circulation le 17 mars 2021 | En circulation | Gouverneur: | p. 147 | |
| Série 2022 - Série 2022 | | | | | | | | | | | | |
| Célébration de la tenue de la 31eme session ordinaire du sommet de la Ligue des états arabes et du 60ème anniversaire de l’indépendance. | | | | | | | | | | | | |
| Image | Image | Valeur | Dimensions Hors tout / Impression | Couleur principale | Description | Description | Description | Date | Date | Signatures et remarques | Pick | |
| Avers | Revers | Valeur | Dimensions Hors tout / Impression | Couleur principale | Avers | Revers | Filigrane | Daté du / Loi d'application/ Mis en circulation | Retrait / Loi | Signatures et remarques | Pick | |
| | | 2000 D.A. | | | | Mention en arabe "Banque d'Algérie", "Deux mille dinars" | | Règlement no 22-02 et no 22-03 du 18 octobre 2022 Mise en circulation le 2 novembre 2022 | En circulation | Gouverneur: | p. 148 | |